# Майкл Кофман
Майкл Кофман (англ. Michael Kofman) — американський військовий аналітик. Старший науковий співробітник Центру військово-морського аналізу (CNA). Дослідник російського військового комплексу.
З листопада 2021 року попереджав про накопичення Росією військ біля українського кордону і готовність Росії до вторгнення.